# Carolina Lebbos
Carolina Moura Lebbos (Curitiba, 4 de outubro de 1982) é uma juíza federal que foi responsável pelas decisões sobre a custódia do ex-presidente Luiz Inácio Lula da Silva, preso em Curitiba em 7 de abril de 2018.

## Vida pessoal e formação
Carolina Lebbos é filha do imigrante libanês Elie Lebbos e de Marina Vieira Moura Lebbos. Formou-se em Direito pela Universidade Federal do Paraná (UFPR), em 2004, e obteve pós-graduação em Direito Processual Civil pelo Instituto de Direito Romeu Felipe Bacellar, em 2008.

## Atuação como juíza federal
Carolina Lebbos ingressou na magistratura federal em julho de 2011, por intermédio de concurso para juíza substituta do Tribunal Regional Federal da 4ª Região (TRF-4), atuando a princípio na Vara Federal de Mafra, em Santa Catarina, e posteriormente na Vara Federal de Ponta Grossa, no Paraná. Exerce atualmente o cargo de juíza substituta na 12ª Vara Federal, em Curitiba, onde divide os processos com o titular da Vara de Execução Penal (o ex-juiz Sergio Moro, até 2018, e atualmente o juiz Danilo Pereira Júnior), respondendo pelas decisões quando de sua ausência.
Seu perfil foi descrito como "técnico" por alguns advogados, ao passo que outros a consideram mais "rígida" e menos "garantista" em comparação ao atual titular da Vara. Alguns advogados afirmam ainda que era corriqueiro que a juíza enviasse ofícios ao então juiz Sergio Moro para que ele se manifestasse sobre os casos em questão.

## Controvérsias
Veto à visita da Comissão dos Direitos Humanos da Câmara a Lula
Em abril de 2018, a juíza Carolina Lebbos negou o pedido da Comissão de Direitos Humanos da Câmara dos Deputados para visitar o ex-presidente Lula na Superintendência da Polícia Federal em Curitiba e inspecionar as condições do encarceramento. Foram igualmente negados os pedidos de visita feitos pela ex-presidente Dilma Rousseff, pelo ex-ministro Ciro Gomes, pela senadora Gleisi Hoffmann e pelo então vereador Eduardo Suplicy, entre outros. A juíza alegou que não haveria "justo motivo ou necessidade" para a inspeção da Comissão de Direitos Humanos e que as visitas são restritas para familiares e advogados.
O presidente da Câmara dos Deputados, Rodrigo Maia, criticou a decisão da juíza, afirmando que a mesma "descumpre a Constituição e o princípio da separação dos poderes" e afirmou que acionaria o judiciário para reverter a decisão. Em maio de 2018, o Ministro do Supremo Tribunal Federal Edson Fachin anulou a decisão de Carolina Lebbos, liberando a visita da comissão de Direitos Humanos a Lula. Na decisão, Fachin determinou que a 12ª Vara Federal de Curitiba deveria entrar em acordo com a Comissão Externa da Câmara que acompanha a prisão do ex-presidente para estabelecer a data e as condições de segurança para a visita.
Tornozeleira de Pedro Barusco e visita de governadores a Lula
Em 10 de abril de 2018, por exemplo, determinou a retirada da tornozeleira eletrônica de ex-gerente da Petrobrás Pedro Barusco. Outro destaque, que gerou polêmica, foi o fato de ter negado a visita de governadores ao ex-presidente Lula.
Inspeção da sala da Superintendência da Polícia Federal por Adolfo Pérez Esquivel
Em decisão publicada no dia 18 de abril de 2018, negou pedido de Adolfo Pérez Esquivel, ganhador do Prêmio Nobel da Paz em 1980, para realizar uma inspeção na sala da Superintendência da Polícia Federal, onde Lula se encontra preso. A magistrada considerou o posicionamento do Ministério Público Federal de que não há previsão legal para que seja feita esse tipo de inspeção.
Entrevistas da imprensa à Lula
Em 11 de julho de 2018, negou pedidos de entrevistas de emissoras e jornais ao ex-presidente Lula, alegando que não há previsão constitucional ou legal que fundamente direito do preso à concessão de entrevistas. No caso de Lula, o direito de comunicação com o mundo exterior e sua liberdade de expressão estão garantidos por meio de correspondência escrita e visitação. Ainda acrescentou que o político autodeclarou pré-candidato, porém é inelegível por causa da condenação na Lava Jato.
Unificação da pena de Eduardo Cunha
Em 14 de agosto de 2018, a defesa do ex-deputado federal Eduardo Cunha recorreu de uma decisão sobre o pedido de progressão para o regime semiaberto, mas Carolina determinou a fusão da pena do ex-parlamentar no Paraná com uma condenação em Brasília. Cunha se encontra preso desde outubro de 2016, quando foi condenado por Sérgio Moro a 15 anos e 4 meses pelos crimes de lavagem de dinheiro, corrupção passiva e evasão de divisas. Em novembro de 2017, o TRF-4 diminuiu o seu tempo de prisão para 14 anos e 6 meses.
Gleisi Hoffmann como advogada de Lula
Em 30 de agosto de 2018, emitiu despacho impedindo a senadora Gleisi Hoffmann de atuar como advogado do ex-presidente Lula, alegando que, baseado na lei, a parlamentar não poderia praticar a profissão contra ou favor de sociedades de economia mista, a exemplo da Petrobrás. O advogado Emídio de Souza também foi proibido. Os advogados de Lula recorreram ao TRF-4, que anulou a decisão de Carolina Lebbos. O desembargador federal João Pedro Gebran Neto destacou em sua decisão que Gleisi poderia atuar como advogada de Lula, uma vez que o processo é de natureza cível, não estando relacionado às proibições previstas em lei, restritas a parlamentares que advogam em desfavor de empresas e fundações públicas, sociedades de economia mista, entidades paraestatais e concessionárias.
Prisão de marqueteiro ligado ao PT e aumento da prisão de Marice Correa
Em novembro de 2018, decretou a prisão preventiva do marqueteiro ligado ao PT, Valdemir Garreta, e de mais dois detidos no âmbito da Operação Sem Fundos, 56ª fase da Lava Jato. Também prorrogou em cinco dias a prisão temporária de Marice Correa, cunhada do ex-tesoureiro do PT João Vaccari Neto.
Visita de membros da Comissão de Direitos Humanos do Senado
Em 10 de dezembro de 2018, negou visita de membros da comissão de Direitos Humanos do Senado ao ex-presidente Lula, sob justificativa que o lugar já foi inspecionado por comissões parlamentares variadas. Disse que o pedido “causa estranheza” e não aponta justificativas para a realização da visita. Ela fala ainda que nenhum dos relatórios feitos nas visitas indicam “irregularidades efetivas"; que o político recebe visitas regulares de familiares e amigos; e que a solicitação não é “proporcional à regularidade do cumprimento da pena e do estabelecimento prisional”, lembrando a necessidade de remanejamento de agentes, que reforçam a segurança “do local, de seus arredores, das pessoas que ali trabalham, do preso e dos próprios parlamentares”. “Afrontaria a disciplina de visitação regular do detento”, conforme escrito no despacho. O Partido dos Trabalhadores disse que a decisão “viola as prerrogativas das senadoras e dos senadores de fiscalizar, no exercício do mandato parlamentar, a atividade executiva, dentre elas a situação em que se encontra a execução provisória da pena imposta ao ex-presidente Lula e as condições de saúde do mesmo”. Acrescenta ainda que a decisão da magistrada viola cláusula pétrea da separação de poderes, “pois pretende impedir que um órgão do poder Legislativo exerça uma atribuição constitucional que está na origem do constitucionalismo democrático, qual seja a de fiscalizar atos do Poder Executivo”.
Determinação do ministro Marco Aurélio e decisão sobre soltura de Lula
Em 19 de dezembro de 2018, quando o ministro do STF Marco Aurélio determinou a soltura de condenados em segunda instância, ela não liberou Lula imediatamente, tendo determinado a manifestação prévia do Ministério Público Federal antes de tomar decisão.
Endurecimento das condições de Lula na prisão
Em 25 de janeiro de 2019, Carolina endureceu as condições do ex-presidente Lula na prisão: ele não pode mais receber visitas do ex-prefeito de São Paulo Fernando Haddad em qualquer dia da semana e também visitas de líderes religiosos toda tarde de segunda-feira.
Veto da ida de Lula ao velório do irmão
Em 30 de janeiro de 2019, a magistrada rejeitou em sua decisão, o pedido do ex-presidente Lula para que pudesse ir ao velório do irmão Genival Inácio da Silva, conhecido como Vavá, em São Bernardo do Campo: "Este Juízo não é insensível à natureza do pedido formulado pela defesa. Todavia, ponderando-se os interesses envolvidos no quadro apresentado, a par da concreta impossibilidade logística de proceder-se ao deslocamento, impõe-se a preservação da segurança pública e da integridade física do próprio preso". Ela acolheu a manifestação do Ministério Público Federal e seguiu ofício da Polícia Federal, que em decisão administrativa negou o comparecimento do político ao velório.
Liberação de Lula para o velório do neto
Em 1º de março de 2019, ela autorizou a ida de Lula  ao velório do neto Arthur Araújo Lula da Silva, de 7 anos, vítima de meningite meningocócica, acolhendo medidas sugeridas pela Polícia Federal e determinações que o presidente do STF Dias Toffoli havia indicado quando autorizou o político no velório do irmão Genival Inácio da Silva, o Vavá. Carolina determinou que fosse ‘mantida a discrição da conduta’ e proibiu ‘o uso de celulares e de outros meios de comunicação externo, bem como a presença de imprensa e a realização de declarações públicas’.
Parcelamento de multa milionária do ex-deputado Luiz Argôlo
Ainda em 2019, Carolina autorizou o parcelamento da multa 1,9 milhão de reais em 104 parcelas de 19,4 mil, devido a defesa do ex-deputado federal Luiz Argôlo ter firmado um acordo. O político foi um dos primeiros presos e condenados no âmbito da Operação Lava Jato por desvio de recursos da Petrobras, mas foi solto no dia 16 de abril de 2019 em decisão tomada pelo juiz da 2ª Vara de Execuções Penais de Salvador, Almir Pereira de Jesus.
Visita de religiosos para Lula
Em maio de 2019, ela negou pedido da defesa de Lula para receber visitas de religiosos uma vez por semana. Na determinação de Lebbos, o ex-presidente não poderá receber visitantes fora da agenda prevista para os outros presos, que é de uma por mês.[carece de fontes?]
Tentativa de transferir Lula para presídio comum
Em 7 de agosto de 2019, Lebbos autorizou a transferência de Lula, detido em Curitiba, para um presídio no interior de São Paulo, atendendo pedido da Superintendência Regional da Polícia Federal em Curitiba, alegadamente embasado por dificuldades para o ex-presidente permanecer no local.
Em resposta, o PT afirmou que a decisão de Lebbos é ilegal e desrespeita o artigo 1º da Lei de Execução Penal 7.210/84, que determina o obrigatoriedade efetivar as disposições da sentença − no caso de Lula, o despacho do então juiz Sérgio Moro, de 5 de abril de 2018, determinando sua prisão, ocasião em que o ex-magistrado apontou que “em razão da dignidade do cargo ocupado, foi previamente preparada uma sala reservada, espécie de Sala de Estado Maior, na própria Superintendência da Polícia Federal, para o início do cumprimento da pena, e na qual o ex-Presidente ficará separado dos demais presos, sem qualquer risco para a integridade moral ou física”.. Juristas e criminalistas também contestaram decisão, citando o fato de que Lula tem direito a cela especial conforme o Código de Processo Penal, uma vez que sua sentença ainda não transitou em julgado e, portanto, sua condenação não é definitiva. Citam, ainda, o fato de que a União é responsável pela segurança dos seus ex-servidores, inclusive em casos de prisão, e a necessidade de obedecer ao Estatuto do Idoso, que prevê que pessoas com mais de 60 anos devam cumprir pena em estabelecimentos adequados.
A decisão de Lebbos foi criticada por parlamentares da esquerda, da centro-esquerda, do centro e da centro-direita. O presidente da Câmara dos Deputados, Rodrigo Maia, classificou a medida de "extemporânea" e se colocou à disposição do Partido dos Trabalhadores para garantir que "o direito do ex-presidente seja garantido". Oitenta e dois parlamentares de doze partidos compareceram à sede do Supremo Tribunal Federal (STF) para protestar contra a medida. A decisão foi repudiada até por adversários históricos do PT: o deputado Paulo Abi-Ackel, do PSDB, classificou a autorização de Lebbos como "um verdadeiro absurdo e algo que coloca realmente em risco o respeito que o Brasil conquistou em todo o cenário internacional, como país garantidor dos direitos"; José Nelto, líder do Podemos, chamou a decisão de "perseguição" e "humilhação"; Marcelo Ramos, do Partido Liberal, classificou "vingança" da Justiça contra Lula e "decisão fora da lei"; deputados do Partido Social Liberal apoiaram a decisão da juíza.
A defesa de Lula recorreu ao Supremo Tribunal Federal solicitando a suspensão da decisão de Carolina Lebbos. O tribunal acolheu o argumento da defesa e suspendeu, por 10 votos a um, a transferência determinada pela juíza de Curitiba. Na decisão, os ministros ressaltaram que a transferência viola preceitos constitucionais que o ex-presidente possui direito a cela especial, chamada sala de Estado-maior.